# Coccinia adoensis
Coccinia adoensis är en gurkväxtart som först beskrevs av Achille Richard, och fick sitt nu gällande namn av Célestin Alfred Cogniaux. Coccinia adoensis ingår i släktet Coccinia, och familjen gurkväxter. Inga underarter finns listade i Catalogue of Life.